# Papyrus 39
Papyrus 39 (in de nummering van Aland), of Papyrus Oxyrhynchus 1780
of {\displaystyle {\mathfrak {P}}}39 is een oud Grieks handschrift van papyrus dat is gevonden in Egypte en dat de tekst bevat van het Johannes 8:14-22. Op grond van het lettertype dateert men het in de derde eeuw.
Het handschrift is door een kundig schrijver vervaardigd, met een prachtige grote letter, 25 regels per bladzijde. De bladzijden zijn 16 bij 26 cm en genummerd.
De Griekse tekst van deze codex vertegenwoordigt de Alexandrijnse tekst of een voorloper daarvan. Kurt Aland deelt het in bij Categorie I van Categorieën van manuscripten van het Nieuwe Testament.
{\displaystyle {\mathfrak {P}}}39 lijkt sterk op de Codex Vaticanus en op {\displaystyle {\mathfrak {P}}}75. Er zijn geen opvallende varianten.
Papyrus 39 bevindt zich in de Ambrose Swasey Bibliotheek (inventarisatienummer 8864) in Rochester (New York).